# 約翰內斯·格羅曼
約翰內斯·格羅曼（德語：Johannes Graumann，筆名：Johannes Poliander，1487年7月5日—1541年4月29日），文艺复兴时期欧洲德国人文主义者和歐洲宗教改革的先驅。

## 生平
1487年生於中法蘭克尼亞行政區市鎮艾施河畔諾伊斯塔特，於1519年曾出任約翰·埃克在萊比錫辯論中的秘書，在此他認識了馬丁·路德，隨後加入了宗教改革運動。